# 松橋章太
松橋 章太（まつはし しょうた、1982年8月3日 - ）は元サッカー選手。ポジションはFW。ヴァンフォーレ甲府に所属するサッカー選手の松橋優は実弟。

## 来歴
小学校4年の時からサッカーを始めたが、中学の時は陸上部を掛け持ちしていた。その俊足は陸上専業の生徒顔負けで、全日本中学選手権の200mで3位、国民体育大会の少年男子Bの100mで5位（11秒06）に入るほどであったという。
中学卒業後サッカーの名門校・国見高校に1998年入学。1年時はシュートが苦手で、「はずし屋」とあだ名されていたこともあった。しかし、その後テクニックを磨き、3年時には大久保嘉人とのホットラインで、2000年度の全国高等学校サッカー選手権大会優勝、インターハイ優勝、国民体育大会優勝の3冠を獲得する。
高校選手権での活躍が買われ、2001年に大分トリニータに入団。しかしプロの当たりの激しさに戸惑い、数年は出場機会がほとんど無く持ち前の俊足を生かせずにいた。大久保がフル代表、アテネ五輪代表からスペイン進出まで果たしたのとは対照的な歩みであった。
2005年に大分市在住の女性と結婚、翌年長女をもうけた。現在は離婚。プロ入り6年目の2006年にブレイク。J1第29節の鹿島戦でシーズン10点目を挙げ、高松大樹と共にクラブ史上初の日本人FWツートップの2桁ゴールを記録するなど、チームの攻撃の中心として貢献した。その活躍ぶりが日本代表監督イビチャ・オシムの目に留まり、代表の中東遠征の予備登録メンバーにリストアップされるまでになった。同年12月9日、天皇杯の試合が諫早市の長崎県立総合運動公園陸上競技場で開催され、松橋や同じく大分に所属する梅崎司にとっては凱旋試合となった。試合はPK戦までもつれ、5人目の松橋が外して試合が決着した。松橋は涙が止まらず、地元凱旋試合としては苦い経験となった。
2007年には2歳下の弟、松橋優も大分へ入団し、同年4月4日のナビスコカップ（対FC東京戦）で章太は先発出場、優が84分に途中交代で出場し、短い時間ではあったがJリーグ初の「兄弟2トップ」が実現した。また3月には日本代表に初めて選出されたが、試合には出場しなかった。シーズン途中からは前田俊介や山崎雅人らとのスタメン争いに敗れベンチメンバーに降格し、出場機会を求め同年7月にコンサドーレ札幌への移籍がささやかれ一部では移籍確実とまで報道されたが、最終的に破談となった。
2008年からはヴィッセル神戸へ完全移籍。高校時代の同級生である大久保と再びチームメイトとなった。この年は出場5試合だけにとどまり、2009年もJ1第2節にゴールをあげたものの、その後ほとんど出番は回ってこず戦力外となった。
2010年1月14日、J2・ロアッソ熊本への完全移籍が発表された。2010年は主力として奮戦したが、2011年には出場機会が激減し、同年限りで退団。2012年、当時JFLのV・ファーレン長崎に移籍した。
2013年シーズンを最後に現役を引退した。
2023年現在は長崎県佐世保市に拠点を置き長崎・佐賀で手広く体操教室などを行っているNPO法人井村スポーツクラブ傘下のIMURA FC（一部リーグ） U15監督として次世代の選手育成に励んでいる。

## 所属クラブ
- 長崎県立国見高等学校
- 2001年 - 2007年 大分トリニータ
- 2008年 - 2009年 ヴィッセル神戸
- 2010年 - 2011年 ロアッソ熊本
- 2012年 - 2013年 V・ファーレン長崎

## 個人成績
| 国内大会個人成績 | 国内大会個人成績 | 国内大会個人成績 | 国内大会個人成績 | 国内大会個人成績 | 国内大会個人成績 | 国内大会個人成績 | 国内大会個人成績 | 国内大会個人成績 | 国内大会個人成績 | 国内大会個人成績 | 国内大会個人成績 |
| 年度             | クラブ           | 背番号           | リーグ           | リーグ戦         | リーグ戦         | リーグ杯         | リーグ杯         | オープン杯       | オープン杯       | 期間通算         | 期間通算         |
| 年度             | クラブ           | 背番号           | リーグ           | 出場             | 得点             | 出場             | 得点             | 出場             | 得点             | 出場             | 得点             |
| 日本             | 日本             | 日本             | 日本             | リーグ戦         | リーグ戦         | リーグ杯         | リーグ杯         | 天皇杯           | 天皇杯           | 期間通算         | 期間通算         |
| ---------------- | ---------------- | ---------------- | ---------------- | ---------------- | ---------------- | ---------------- | ---------------- | ---------------- | ---------------- | ---------------- | ---------------- |
| 1999             | 国見高           | 7                | -                | -                | -                | -                | -                | 1                | 0                | 1                | 0                |
| 2000             | 国見高           | 7                | -                | -                | -                | -                | -                | 2                | 1                | 2                | 1                |
| 2001             | 大分             | 20               | J2               | 25               | 0                | 3                | 0                | 3                | 1                | 31               | 1                |
| 2002             | 大分             | 20               | J2               | 9                | 0                | -                | -                | 3                | 1                | 12               | 1                |
| 2003             | 大分             | 20               | J1               | 3                | 0                | 2                | 0                | 1                | 0                | 6                | 0                |
| 2004             | 大分             | 20               | J1               | 16               | 1                | 4                | 0                | 1                | 0                | 21               | 1                |
| 2005             | 大分             | 20               | J1               | 10               | 0                | 3                | 0                | 0                | 0                | 13               | 0                |
| 2006             | 大分             | 8                | J1               | 31               | 10               | 3                | 1                | 2                | 0                | 36               | 11               |
| 2007             | 大分             | 8                | J1               | 24               | 2                | 4                | 0                | 2                | 0                | 30               | 2                |
| 2008             | 神戸             | 11               | J1               | 5                | 0                | 3                | 0                | 0                | 0                | 8                | 0                |
| 2009             | 神戸             | 11               | J1               | 8                | 1                | 2                | 0                | 0                | 0                | 10               | 1                |
| 2010             | 熊本             | 10               | J2               | 33               | 7                | -                | -                | 1                | 2                | 34               | 9                |
| 2011             | 熊本             | 10               | J2               | 5                | 1                | -                | -                | 1                | 0                | 6                | 1                |
| 2012             | 長崎             | 8                | JFL              | 17               | 3                | -                | -                | 1                | 0                | 18               | 3                |
| 2013             | 長崎             | 8                | J2               | 3                | 0                | -                | -                | 0                | 0                | 3                | 0                |
| 通算             | 日本             | 日本             | J1               | 97               | 14               | 21               | 1                | 6                | 0                | 124              | 15               |
| 通算             | 日本             | 日本             | J2               | 75               | 8                | 3                | 0                | 8                | 4                | 86               | 12               |
| 通算             | 日本             | 日本             | JFL              | 17               | 3                | -                | -                | 1                | 0                | 18               | 3                |
| 通算             | 日本             | 日本             | 他               | -                | -                | -                | -                | 3                | 1                | 3                | 1                |
| 総通算           | 総通算           | 総通算           | 総通算           | 189              | 25               | 24               | 1                | 18               | 5                | 231              | 31               |

- Jリーグ初出場 - 2001年3月17日 J2リーグ 第2節 水戸ホーリーホック戦
- Jリーグ初得点 - 2004年6月20日 J1リーグ1st 第14節 ジェフユナイテッド市原戦

## 代表歴
- 2001年 U-20日本代表
- 2007年 日本代表